# Charles King (lekkoatleta)
Conant Meigs „Charles” King  (ur. 10 grudnia 1880 w Senatobia w stanie Missisipi, zm. 19 lutego 1958 w Fort Worth) – amerykański lekkoatleta, specjalista skoku w dal i trójskoku, dwukrotny wicemistrz olimpijski z 1904.
Na igrzyskach olimpijskich w 1904 w Saint Louis King zdobył srebrne medale w skoku w dal z miejsca i trójskoku z miejsca, przegrywając z innym Amerykaninem Rayem Ewry’m.